# エリア51
エリア51（英: Area 51）は、ネバダ州レイチェルに位置するアメリカ空軍ネリス試験訓練場内の機密性の高い施設の通称。正式には、ホーミー空港（英: Homey Airport、ICAO:KXTA）と呼ばれる。また、空港の近くにある乾湖に因み、グルーム・レイク（英: Groom Lake）とも。
2013年にCIAが初めて公式に存在を認めた。アメリカ軍による航空機のテストを古くから行っていたとされ、特にステルス機などの秘匿性の高い兵器の実験などを行っていると考えられている。また、「墜落したUFOが運び込まれているのではないか」、「ロズウェル事件と関係しているのではないか」、「グレイと呼ばれる宇宙人がいるのではないか」など、陰謀論の標的となっている。
いずれにしても、何らかの機密事項が基地内に存在することから、基地の敷地周辺への立ち入りはもちろん、撮影も一切禁止されており、これを無視して進み憲兵や衛兵に見つかった場合は不法侵入者として逮捕され、処罰の対象となり、特に不審な場合は警告なしに発砲される場合もある。
周辺空域も飛行禁止空域となっており、近くの空域を利用するレッドフラッグ演習では参加機がごくわずかでもエリア51の空域に侵入するとすぐに帰投が命じられ、ペナルティとして翌日の作戦に参加できなくなることもある。

## 所在地

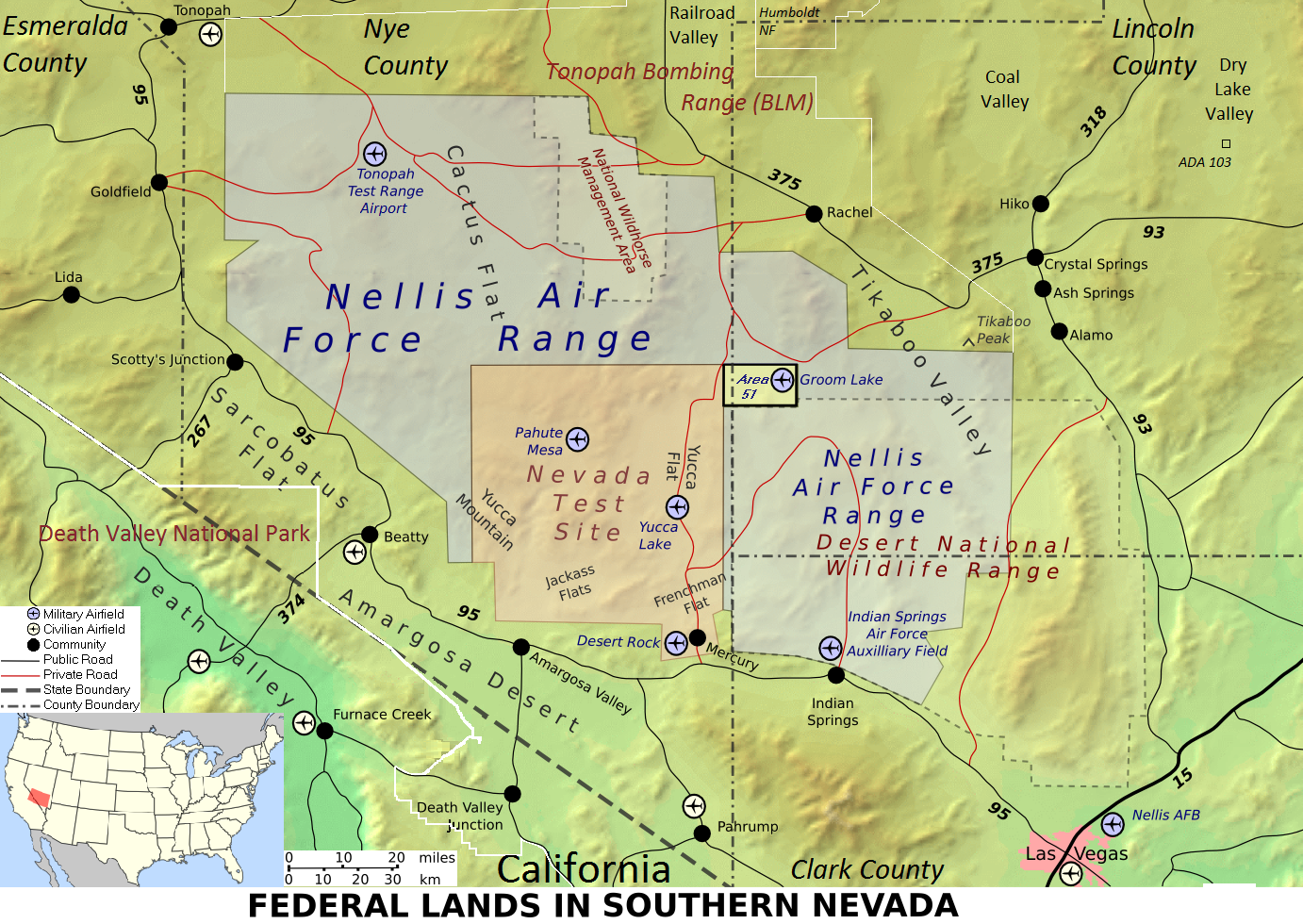
エリア51、NAFR、及びNTSの範囲

エリア51はラスベガスの北北西約200km、アメリカ合衆国ネバダ州リンカーン郡のおよそ60 sq. mi. / 155 km2の土地に位置しており、ネリス射撃場(Nellis Range Complex 略 NRC)の一部など、広大な土地に形成されている。この2つの山脈の間には直径約5kmのアルカリ性塩湖などが広がっており、巨大な空軍基地はこれらの湖の南西部に設置されている。2つのコンクリート製滑走路（うち1つは湖に突き出るように伸びている）があり、湖上には4つの未完成滑走路がある。
アメリカ合衆国エネルギー省の核兵器の多くのテスト場所となっている、ネバダ核実験場(NTS)のユッカ平原地域 (Yucca Flats region) と境界線を接している。ユッカ山核貯蔵施設はグルーム湖の南西おおよそ40マイル (64km) に置かれている。
この地域は北西のマーキュリー及びユッカ平原の西の両方の主要な舗装道路に加え、内部のNTS道路ネットワークに接続している。主要な湖から北東に、グルーム湖道路（幅広、未舗装状態)などの入り組んだ丘を通過して至る所へ走っている。グルーム湖道路は元々グルーム流域内で鉱山のためにトラックの輸送路として使用されていたものをそのまま使用している。

## グルーム湖での活動
グルーム湖は通常の空軍基地のような運用はされておらず、通常の部隊は展開していない。むしろ新型飛行機向けの開発、テスト及び訓練に使用される。これまでに、U-2、SR-71、及びF-117など偵察機やステルス機の試験飛行を行っている。一般的にそれらの航空機は一旦通常空軍基地へ移動され航空機を運用するアメリカ空軍によって受け取られる。また、冷戦時代以降において、イスラエル国防軍の鹵獲品など、ソビエト製航空機の恒久的な分析などの本拠地としても運用されている。

### Have Blue / F-117 プログラム
アメリカのステルス攻撃機、F-117に関する飛行試験のプログラム。エンジンに関するテスト終了後、機体は、真夜中に限定でネットをかぶされ、エリア51に移動され、各種飛行試験を行った。飛行試験は、1977年頃から1980年代近くまでかけて行われた。
テストはあくまでも極秘で行われたものの、周辺住民には「蛾のような飛行物体」（実際にはテスト中のF-117。ステルス性を発揮させるための独特な形状がこう表現されたものと思われる）がたびたび目撃されていた。周辺の住民はたびたび「UFOを目撃する」ことから、テスト中のF-117もあくまでUFOとしてしか捉えられていなかった。F-117は1981年に初飛行、翌1982年にアメリカ空軍に配備され、1988年に公式に存在が明らかにされた。なお、UFOとはアメリカ空軍用語で未確認飛行物体を意味しており、F-117は秘密裏に研究開発され、その正体は長らく明かされていなかったので、周辺の住民にとってはまさしく「UFO」であった。

### 以後の活動
F-117が1983年に運用されて以降もグルーム湖周辺での運用は続けられている。1995年に連邦政府は今まで空軍基地を唯一見下ろせた近くの山を含む基地周辺の立ち入り禁止区域を拡張させた。その後、この地域を一望できるのはいくつかの遠い山の頂上、特に東へ26マイル (42 km) 、Tikaboo 山頂（北緯37度20分40秒 西経115度21分32秒 / 北緯37.34444度 西経115.35889度）からのみとなった。
グルームでテストされたのではないかと取りざたされる航空機として、新型のUAV、小型のステルスVTOL兵員輸送航空機、ステルス巡航ミサイルなどがある。

## 「エリア51 コミューター」

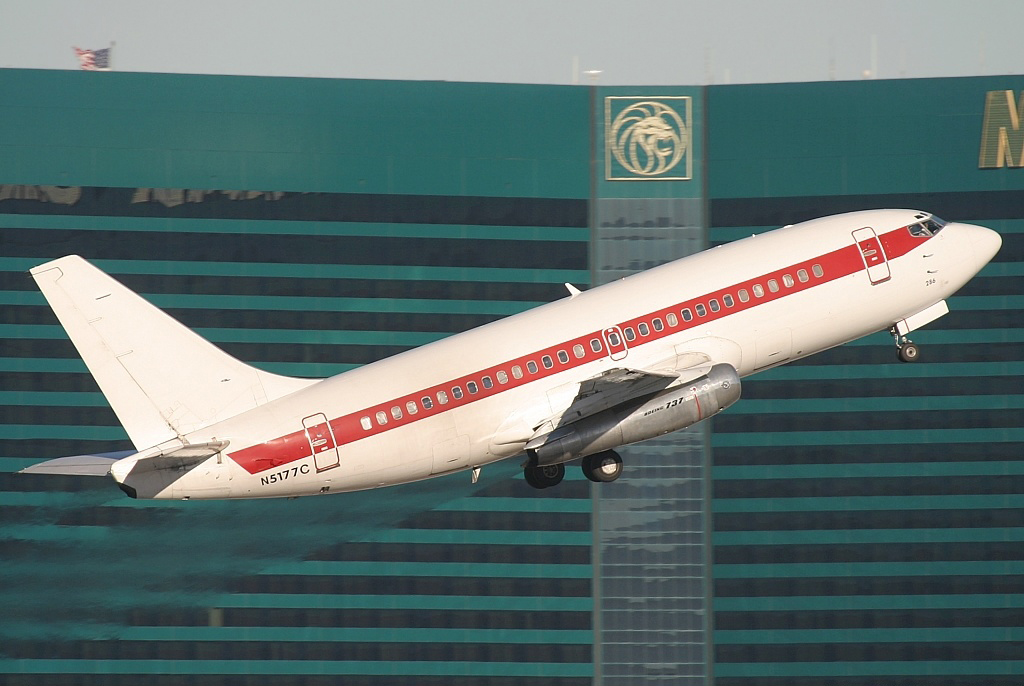
EG&Gのボーイング737型機

国防契約社EG&G（エドガートン、ゲルムシャウセン・アンド・グライヤー、現在はURSの一部門）はラスベガス市内のマッカラン国際空港に私有ターミナルを保有している。社名が塗装されていない多数のボーイング737をはじめとするジェット旅客機は、マッカラン国際空港からネバダ州南部の拡張された連邦運営地内でEG&G社によって運営されている場所までデイリー・シャトルサービスの運航を行っている。
それらの航空機は "Joint Air Network for Employee Transportation" または（あるいはジョーク） "Just Another Non-Existent Terminal" の頭文字だと言う、コールサイン (e.g., "JANET 6") はJANET ラジオを使用していると報道されている。経験豊富な航空会社パイロット向けの Las Vegas press の EG&G社の求人広告は政府身元保証のための適格者でなければならない。航空機はボーイング737型機及びいくつかの同種類のエグゼクティブ・ジェット機を含む、赤のストライプ に白で塗装されている 。
尾翼の数字はいくつかの通常の民間航空機リース会社が登録したものである。グルーム、トノパ試験場、NAFR 及び NTS 内の他の場所、並びに報道によればチャイナ・レイク海軍航空兵器ステーションへのシャトルだと言われている。出発及びマッカラン国際空港のEG&G社専用駐車場内の車を続けて観測している者は、毎日JANETで何千人単位で通勤していると見込んでいる。
バスはNTS境界を超えていくつかの小さな砂漠地帯コミュニティ内に暮らしている少数の従業員のためにチャーターされ、グルーム湖道路づたいにコミューターサービスとして運行されている（従業員がグルームまたはNTS 内の他の施設で働いているかさだかでない）。グルーム湖道路を走り、クリスタルスプリングス、アッシュスプリングス、 アラモに停車する。

## UFOとの関連

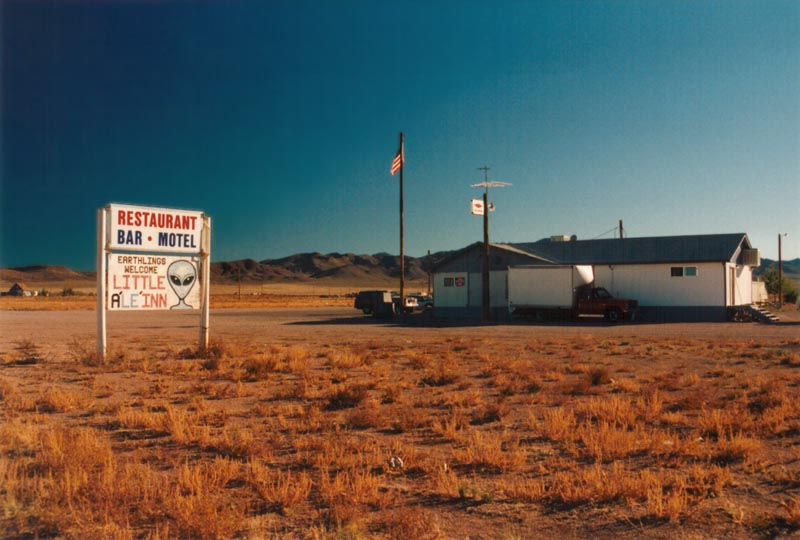
エリア51の宇宙人陰謀論に取材したモーテル「リトル・エイリイン」

「墜落したUFOを運び込み、宇宙人と共同研究をしている」などという陰謀論が非常に有名で、実際基地周辺ではUFOらしきものが頻繁に目撃されているとも言われる。そのため、小説や映画などの創作では格好の題材として扱われることが多く、ハリウッド映画『インデペンデンス・デイ』やテレビドラマ『Xファイル』でも、侵略者に対するアメリカ政府の最終拠点・およびエイリアン研究施設として登場した。さらに『インディ・ジョーンズ/クリスタル・スカルの王国』ではロズウェル事件の宇宙人の死体がこのエリア51に収容されているストーリーに仕上がっている。これらは1947年にニューメキシコで起きたロズウェル事件に対しての陰謀論者のさまざまな憶測が、ハリウッドの映画産業のアイデアとなり、最終的には基地の存在自体が世間一般にも認知されるに至り、アメリカ政府も基地の存在を認めざるを得なくなった。
ロッキード・マーティン社のスカンク・ワークスの総責任者だったベン・リッチ（Ben Rich）は、ヒストリーチャンネルのインタビューで地球外生命体の存在自体を完全に否定している。しかし多くの陰謀論者は今日、有名になりすぎたエリア51への興味本位の見物客も多く、アメリカの歴史上の最高機密であるロズウェル事件のUFOの残骸と宇宙人の遺体は他の基地に移されたと考えている。
Googleの提供するソフトウェア「Google Earth」を用いて基地周辺の衛星画像を閲覧すると、奇妙な幾何学模様が散見されることが好事家の間で話題になった。しかし、現在ではそのような奇妙な模様は見られなくなっている。戦争における航空写真ではSAM陣地が同じような幾何学模様を描いて映っているものが多くあるため、これらも同様のものであると思われている。
アメリカ軍や政府はこのような疑問に対して肯定も否定もしていないが、軍事機密の解除を受け、インタビューに応じた元職員5名により「エリア51にUFOはない」と、存在を全面的に否定する証言がなされた。

### 「Little A'Le'Inn」
この周辺にはあわよくばUFOを見ようと多くの観光客（や研究家）が集まってきており、彼らを目当てに飲食類やみやげ物を販売する者や店舗も多い。その中でも、「小さな異星人（Little Alien/リトル・エイリアン）」に掛けた名前のモーテル「Little A'Le'Inn（リトル・エイリイン）」は特に著名である。

## 政府の見解

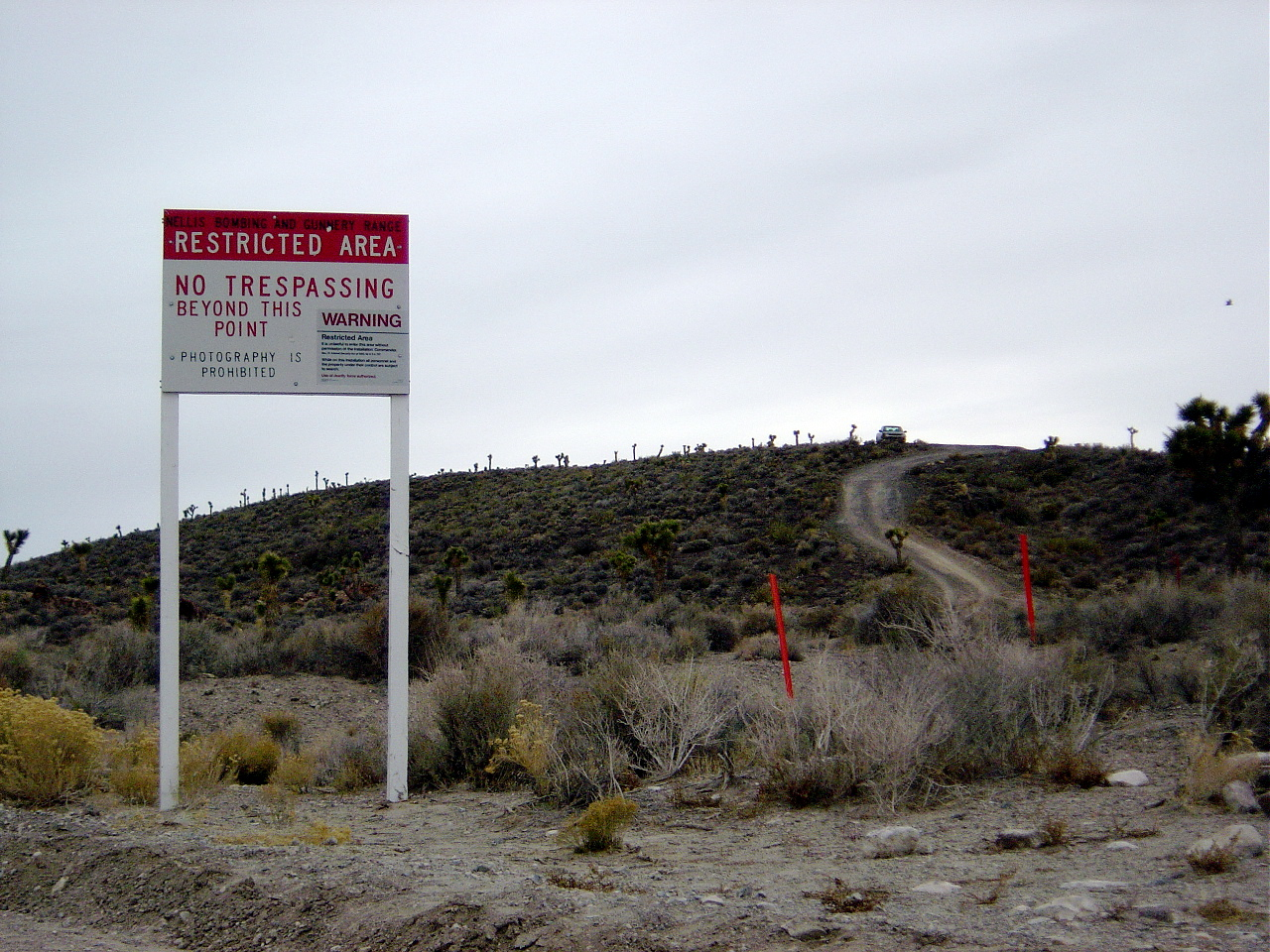
エリア51の境界並びに警告看板「制限区域:ここから先立入禁止」
と書かれている

一般に販売されている地図や「Google Earth」にまで掲載されているのみならず、存在を隠すことができないほど広大であり、その存在が世界的に有名になったにもかかわらず、長年アメリカ政府およびアメリカ軍はエリア51の存在をはっきりと認めず、公式に否定もしていなかった。アメリカ政府の作成する地図にもエリア51はいっさい記載されていない。
一部ではジョークやホラー映画の題材にもなるような存在になっていながら、エリア51においてアメリカ政府およびアメリカ軍にとって重要かつ極秘にすべきことが行われていることは明白であり、実際に「無断侵入者は射撃される」「撮影禁止」などといった警告看板が周辺に数多く存在し、実際に近くをうろついたり撮影をしていると、直ぐに警備員が飛んで来て警告を発するほど厳重な立入禁止区域となっている。
2013年になって、情報公開請求に基づきアメリカ中央情報局（CIA）が資料を公開するという形で、エリア51の存在を公式に認めた。合わせてネバダ州内の所在地を記した地図も公表した。ただし宇宙人や宇宙船に関する記載はないとのこと。